# 馬來西亞滙豐銀行
馬來西亞滙豐銀行有限公司（HSBC Bank Malaysia Berhad）為首間在馬來西亞註冊成立的外資銀行，屬於滙豐集團成員，通常該行主席亦兼任香港上海滙豐銀行行政總裁，包括2007年離任的邵銘高以及現任的霍嘉治。

## 簡歷
早於1884年，香港上海滙豐銀行已經在馬來西亞開展業務，首先在檳城成立首間馬來西亞分行，其後分行遍佈馬六甲、新山、吉隆坡（並且成為馬來西亞地區的總部）、亞庇、山打根及納閩等地。1959年，香港上海滙豐銀行收購有利銀行後，有利銀行馬來西亞分行亦併入香港上海滙豐銀行。
1994年，滙豐重整馬來西亞地區的業務，根據馬來西亞銀行及金融機構法例（1989）的規定，外資銀行必須在1994年9月30日之前在當地註冊，而香港上海滙豐銀行在馬來西亞的分行就在該年的1月1日轉移至在當地註冊成立的馬來西亞滙豐銀行，並且將馬來西亞銀行業務出售予滙豐集團內的中介控股公司，不過，香港上海滙豐銀行仍然在納閩設立離岸銀行部。
初時馬來西亞滙豐銀行的英文名稱為Hongkong Bank Malaysia Berhad，後來為配合滙豐集團統一品牌，馬來西亞滙豐銀行的英文名稱在1999年改為HSBC Bank Malaysia Berhad，中文名稱方面亦註冊為有限公司。

## 外部連結
- 馬來西亞滙豐銀行 （页面存档备份，存于）